# Georges Clère
Georges Prosper Clère, né  le 9 novembre 1829 à Nancy et mort le 7 septembre 1895 à Paris, est un sculpteur français.

## Biographie
Georges Clère est né à Nancy, le 9 novembre 1819. Il étudie la médecine à Dijon, tout en suivant dans cette ville les cours de l'École des Beaux-Arts, puis il vient à Paris où il entre dans l'atelier de François Rude. Il débute au Salon de 1853 et, dans la suite, prend une part assez importante à la décoration du nouveau Louvre et du palais des Tuileries. Il travailla aussi pour l'hôtel de la préfecture de Versailles et pour le palais des Facultés, à Nancy. Le musée de sa ville natale possède de lui une statue d'Histrion et un groupe d'Hercule étouffant le lion de Némée. Il fit encore une statue de Jeanne d'Arc, qui se voit dans la cour du Musée de Châteaudun, et, à Paris, exécuta une figure en pierre ornant la façade de la mairie du XIXe arrondissement et un bas-relief placé à l'Hôtel de Ville. Il obtient une médaille de deuxième classe au Salon de 1872. Il est mort le 7 septembre 1895 en son domicile, au no 5, Villa Monceau dans le 17e arrondissement de Paris. À cette époque, il avait cessé d'exposer depuis plus de vingt-cinq ans. Georges Clère est inhumé au Cimetière de Saint Ouen (6e division).

## Œuvres dans les collections publiques
- Capbreton, maison de l'Oralité et du Patrimoine : Clément d'Astanières, buste en bronze.
- Châteaudun, musée municipal des beaux-arts et d'histoire naturelle : Jeanne écoutant ses voix, Salon de 1869.
- Nancy :
  - Faculté de Nancy : Le Grand cardinal de Guise ; Le Duc Charles III ; Stanislas Napoléon, 1862.
  - musée des beaux-arts :
    - Histrion, Salon de 1861.
    - Hercule étouffant le lion de Némée, Salon de 1864.
- Paris :
  - hôtel de ville : L’Atelier de l’école, bas-relief.
  - mairie du 19e arrondissement : L’Approvisionnement en bétail. 1879.
  - palais du Louvre :
    - cour Visconti, fronton circulaire : Les Vendanges, 1857 ;
    - aile Daru : La Marine, 1857 ;
    - rotonde de Beauvais : La Force, 1857 ;
    - aile en retour Turgot : L’Hiver, 1857 ;
    - cour Carrée : Aphrodite agreste, 1859 ;
    - pavillon de Flore : cariatides, groupes d’enfants, aigle et enfants, 1864 ;
    - cour Caulaincourt : Phoebé, 1865.
    - pavillon des États : La Fortune, 1868.
- Rouen, musée des beaux-arts : Théodore Géricault, peintre, buste, 1888.
- Saulxures-sur-Moselotte : Château, cariatides et allantes du balcon d'honneur, 1854-1861.
- Versailles, hôtel de préfecture des Yvelines :
  - La Seine et l’Oise, 1867 ;
  - Le Triomphe de Flore, 1867 ;
  - Mercure ; Cérès ; Bacchus ; Pomone, 1867, bustes.

## Salons
- 1853 : Malvina au tombeau d’Oscar.
- 1859 : Faune gymnaste.
- 1861 : Histrion ; L’Amour de soi, statue commencée par Charles Cumberworth.
- 1864 : Hercule étouffant le lion de Némée ; Un Garçon boucher.
- 1867 : Le Baron Larey, chirurgien de l’empereur.
- 1869 : La Princesse de Babylone ; Jeanne écoutant ses voix.
- 1870 : Bérénice, buste ; Érigone, buste.
- 1875 : Jeanne d’Arc, vierge et martyre.

## Galerie

Œuvres de Georges Clère
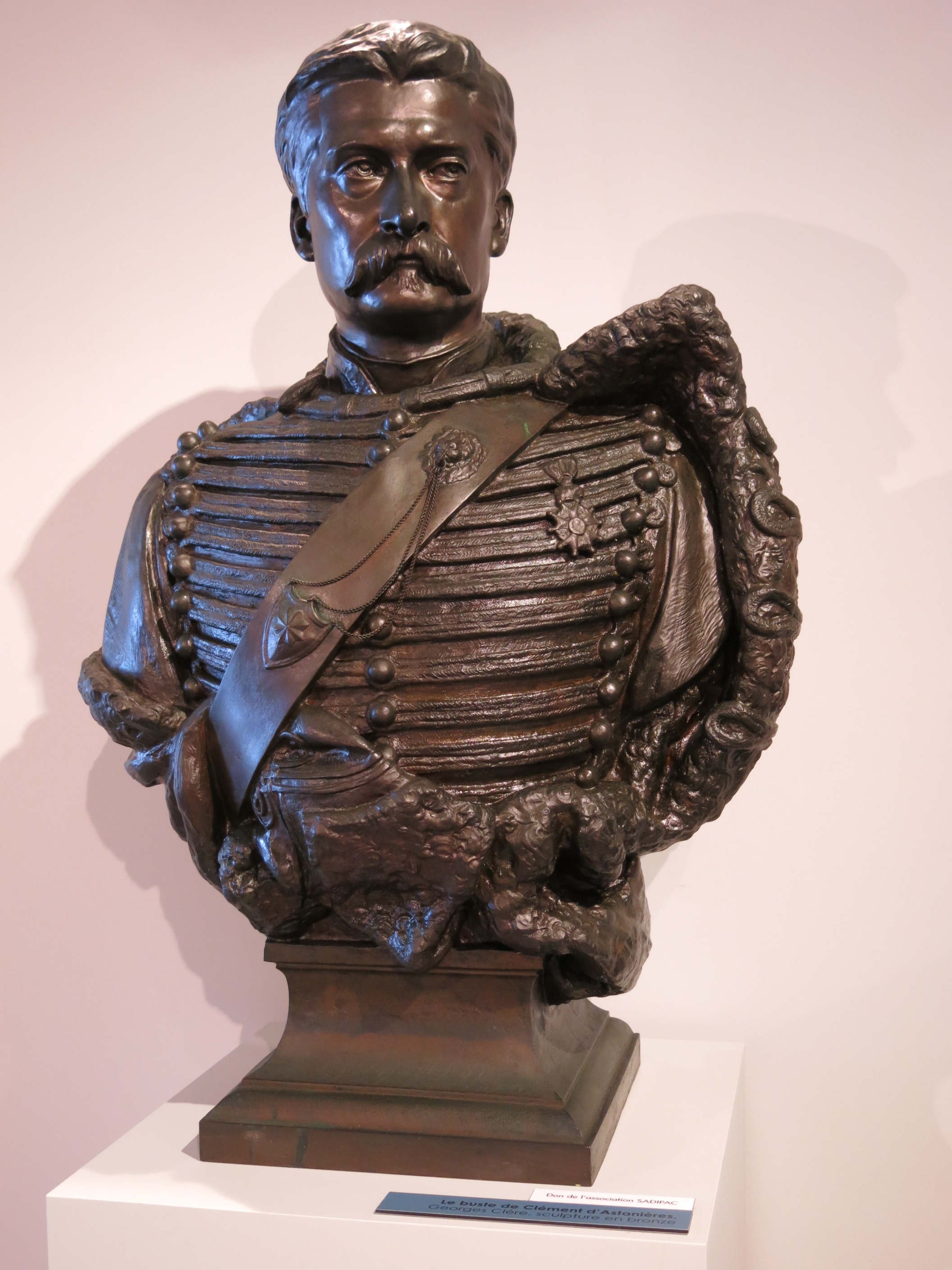
Clément d'Astanières, Capbreton, maison de l'Oralité et du Patrimoine.
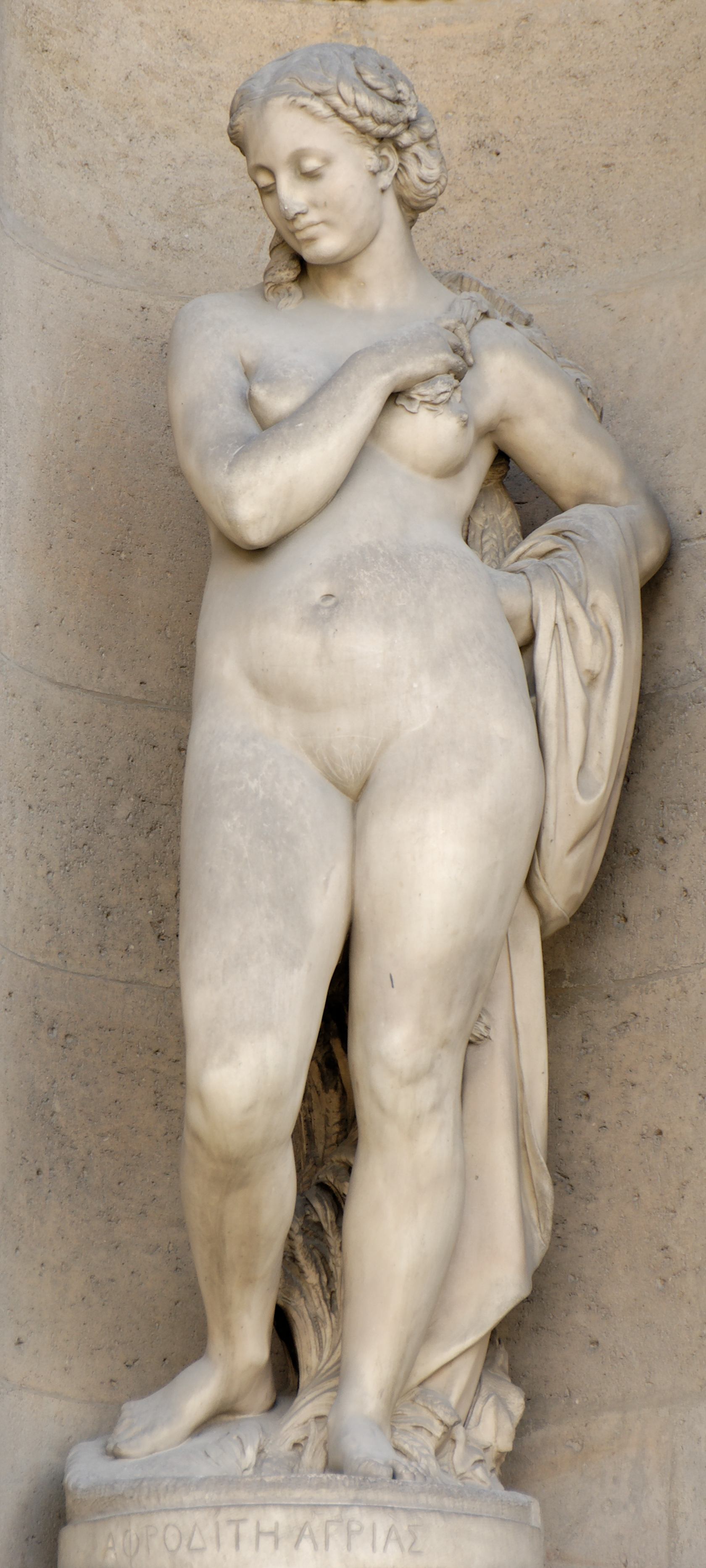
Aphrodite agreste (1859), Paris, palais du Louvre, façade sud de la cour Carrée.
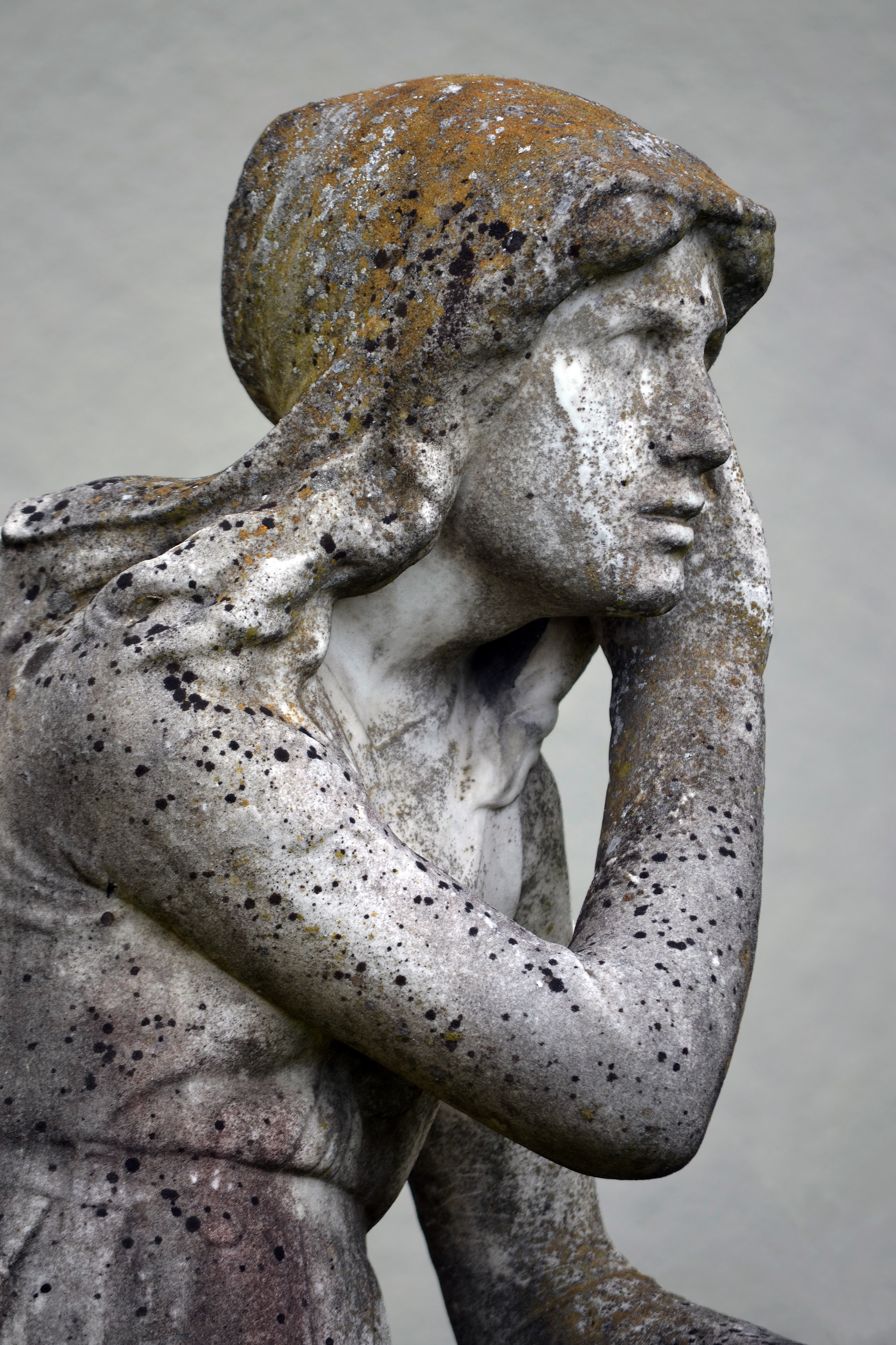
Jeanne écoutant ses voix (1869, détail), Châteaudun, musée municipal des beaux-arts et d'histoire naturelle.